# کاسو (ایتالیا)
کاسو (به ایتالیایی: Casso) یک منطقهٔ مسکونی در ایتالیا است که در ارتو ئه کسسو واقع شده‌است. کاسو ۲۶ نفر جمعیت دارد و ۹۵۰ متر بالاتر از سطح دریا واقع شده‌است.